# میخایلوفکا (شهرستان استرلیتاماکسکی، باشقیرستان)
میخایلوفکا (انگلیسی: Mikhaylovka, Sterlitamaksky District, Republic of Bashkortostan) یک شهرک در شهرستان استرلیتاماکسکی استان باشقیرستان کشور روسیه است.